# フォード・フリック

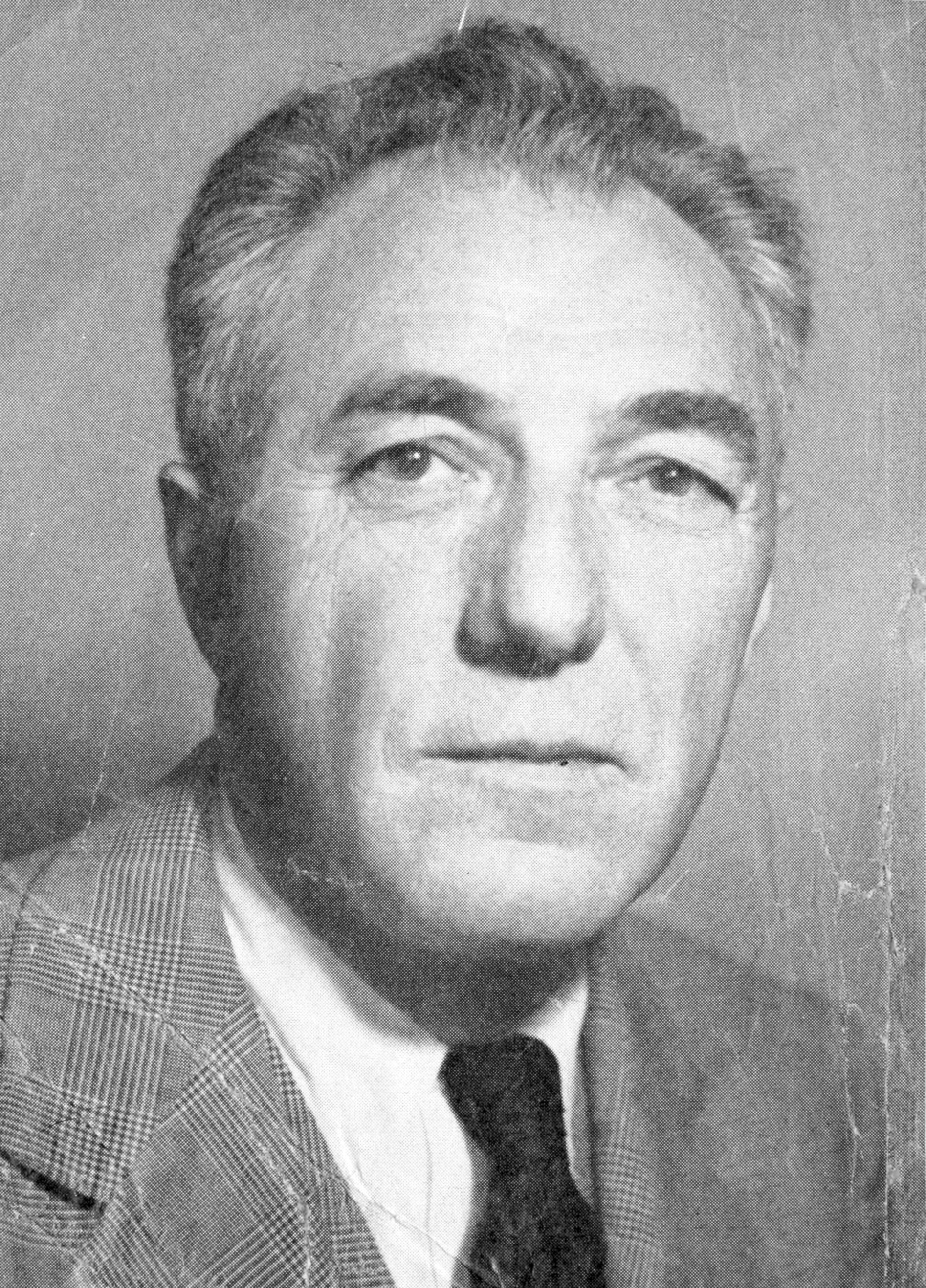
フォード・フリック（1962年）

フォード・クリストファー・フリック（Ford Christopher Frick、1894年12月19日 - 1978年4月8日）はMLBの3代目コミッショナー（在任1951年9月20日－1965年11月16日）。

## 経歴
野球記者として名声を得た後に、MLBのナショナルリーグ会長を歴任したあと、ハッピー・チャンドラーの後任としてコミッショナーに就任した。1970年にアメリカ野球殿堂入り。1978年から、メジャーリーグの報道・放送方面で功績のあった人物をたたえる『フォード・C・フリック賞（Ford C. Frick Award）』が創設されている。
また，1947年4月10日にブルックリン・ドジャース傘下の3Aに所属し、後に黒人初のメジャーリーガーとなるジャッキー・ロビンソンがメジャーに初昇格した際、ドジャースを除く全球団が反発し、一部の球団が「黒人を試合に出すなら、試合を放棄する」とドジャースを脅迫する事態となった。その中でフリックはナショナルリーグ会長としてコミッショナーのチャンドラーと共に「人種のみの問題で対戦を放棄したチーム及び選手には出場停止処分を科す」と強い態度で臨むことで沈静化を図った。この働き掛けがあって4月15日にロビンソンは黒人初のメジャーリーガーとしての第一歩を踏み出すことができた。

## ロジャー・マリスの年間最多本塁打記録（1961年）について
ロジャー・マリスはニューヨーク・ヤンキース時代の1961年に、当時の大リーグ年間最多本塁打の61本を放つ。それまで年間最多本塁打の記録を持っていたのは、ベーブ・ルースだった（1927年に記録）。しかし、当時のニューヨークのメディアは、マリスがルースの記録を破るのを快く思っていなかった。コミッショナーのフリックもその一人だった。彼は野球記者時代にベーブ・ルース付きとして親しくしていた。
1961年はMLBの球団数が8球団から10球団に、年間試合が154試合から162試合に増加した年であった。フリックはこの記録達成を快く思っておらず、シーズン途中で「ルースは154試合制の下で打ったので、マリスも実際は162試合ではあるが、154試合目までに上回らなかったら、以後これを打っても新記録として認めない」との声明を発表した。これに対して評論家、記者、ファン達が反発して連日議論が盛り上がり、大変な騒ぎとなった。
問題の154試合が来たが、マリスは154試合目で59号に到達。ルースの60本塁打を超える事が出来なかった。マリスは158試合目で60号、そして162試合目で61号本塁打を放った。アメリカンリーグ会長のジョー・クローニンは「誰が何と言っても新記録と認めざるを得ない」と強気だった。頑固なフリックもついに折れ、154試合制ではルースの60本、162試合制ではマリスの61本と併記する二本立ての記録を認めた。そして、公式記録にアスタリスク（注釈）を付けるように指示したのであった。
このためマリスの記録は長らくアスタリスク扱いを受けたが、1991年当時コミッショナーだったフェイ・ヴィンセントが「記録は統一されるべきものである。マリスは誰よりも本塁打を打った」との見解を出してアスタリスクを外し、「名誉回復」された。